# Göran

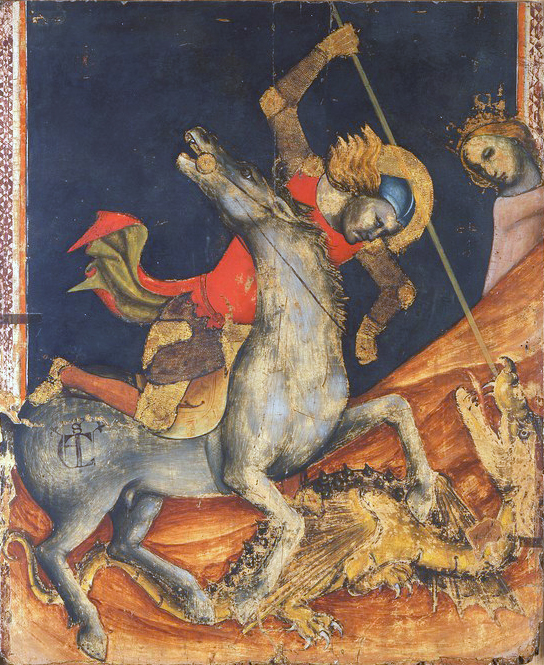
Sankt Göran.

Mansnamnet Göran är en svensk form av Georg som kommer från grekiska geōrgós 'bonde, åkerman'. Namnet kan även stavas Jöran.
Trots att Göran varit relativt vanligt kom det in i namnsdagslistan först 1986. Göran upplevde en modevåg under 1940- och 1950-talen, men det senaste årtiondet har namnet mest förekommit som andranamn. Den 31 december 2019 fanns det totalt 78 846 personer i Sverige med namnet Göran eller Jöran, varav 24 920 med det som tilltalsnamn. År 2003 fick 192 pojkar namnet, varav 3 fick det som tilltalsnamn.
Ett kvinnligt nätverk för kvinnor i karriären som grundades 1999 tog sig namnet Göran eftersom det i Sverige fanns fler verkställande direktörer med namnet Göran än kvinnor i samma position.
Namnsdag: I Sverige 23 april, (1986–1992: 9 juli). I den finlandssvenska namnsdagslängden har Göran namnsdag 23 april sedan starten 1929, då en egen namnsdagskalender togs i bruk för finlandssvenskar. Sedan 1973 finns också parallellstavningen Jöran i namnsdagskalendern.

## Personer med namnet Göran, Jöran
- Sankt Göran, martyr och helgon
- Göran Axelsson, friidrottare
- Rolf-Göran Bengtsson, tävlingsryttare
- Göran Berlander, skådespelare
- Göran Bexell, professor i etik, universitetsrektor
- Göran Claeson, tävlingsskrinnare
- Carl-Göran Ekerwald, författare och översättare
- Göran Elwin, journalist
- Göran Enander, ämbetsman, landshövding i Uppsala län
- Göran O. Eriksson, författare, regissör och översättare
- Sven-Göran Eriksson, fotbollstränare
- Göran Everdahl, journalist och filmkritiker
- Bengt-Göran Fernström, friidrottare
- Göran Flodström, svensk fäktare, OS-guld 1976
- Göran Forsmark, skådespelare
- Hans Göran Franck, advokat och politiker (S)
- Lars-Göran Frisk, skivsamlare, radioman
- Göran Fritzon, musiker (Gyllene Tider)
- Göran Gabrielsson, komiker
- Göran Gillinger, skådespelare
- Göran Greider, chefredaktör och författare
- Göran Göransson Gyllenstierna, riksråd
- Göran Fredrik Göransson, affärsman, grundare av Sandvikens Jernverk
- Göran Nilsson Gyllenstierna, riksråd
- Göran Hagberg, fotbollsmålvakt
- Claes-Göran Hederström, sångare
- Göran Hägg, litteraturvetare, kritiker och författare
- Göran Hägglund, partiledare (Kd), statsråd
- Jöran Hägglund, statssekreterare (C), landshövding
- Göran Högosta, ishockeymålvakt
- Göran Johansson (socialdemokrat), kommunalråd i Göteborg
- Stig-Göran "Stisse" Johansson, ishockeyspelare
- Göran Karlsson, affärsman, grundare av Gekås
- Göran Kropp, bergsbestigare och äventyrare
- Göran Lundstedt, teolog och präst
- Lars-Göran Lönnermark, biskop, överhovpredikant
- Göran Malmqvist, språkforskare, översättare, sinolog, ledamot av Svenska Akademien
- Jöran Mjöberg, litteraturvetare
- Göran Nilsson, filmfotograf
- Lars-Göran Nilsson, ishockeyspelare
- Göran Palm, författare
- Göran Persson, politiker (S), Sveriges statsminister (1996–2006)
- Jöran Persson, Erik XIV:s rådgivare
- Jöran Knutsson Posse, rådsherre
- Göran Printz-Påhlson, litteraturvetare, översättare och poet
- Göran Rosenberg, journalist
- Göran Rudbo, artist
- Jöran Sahlgren, lingvist, ortnamnsforskare
- Göran Samuelsson, vispoet, musiker
- Göran Sandberg, professor i skoglig genetik och växtfysiologi, universitetsrektor
- Göran Schildt, finlandssvensk författare och konstkritiker
- Göran Skytte, journalist
- Göran Sonnevi, lyriker och översättare
- Göran Stangertz, skådespelare, regissör
- Göran Stenlund, sångare
- Göran Söllscher, klassisk gitarrist
- Göran Thorell, skådespelare
- Göran Tunhammar, vd för Svenskt Näringsliv, landshövding
- Göran Tunström, författare
- Göran Wahlenberg, botaniker
- Göran Zachrisson, sportkommentator (golf)
- Lars-Göran Åslund, längdskidåkare
- Carl-Göran Öberg ("Lill-Stöveln"), ishockeyspelare